# Hrabstwo Harrison (Teksas)

Piramida wieku hrabstwa

Hrabstwo Harrison – hrabstwo w USA, w północno–wschodnim Teksasie, przy granicy ze stanem Luizjana. Utworzone w 1839 r. Siedzibą hrabstwa jest miasto Marshall, które skupia jedną trzecią populacji hrabstwa. Według danych z 2023 liczy 70,9 tys. mieszkańców. Większość mieszkańców to protestanci. Część południowej granicy hrabstwa wyznacza rzeka Sabine.

## Sąsiednie hrabstwa
- Hrabstwo Marion (północ)
- Parafia Caddo, Luizjana (wschód)
- Hrabstwo Panola (południe)
- Hrabstwo Rusk (południowy zachód)
- Hrabstwo Gregg (zachód)
- Hrabstwo Upshur (północny zachód)

## Gospodarka
39% areału gospodarstw zajmują pastwiska, 22% obszary uprawne i 33% to obszary leśne. Do głównej działalności w hrabstwie należą:
- wydobycie gazu ziemnego (18. miejsce w stanie) i w niewielkim stopniu ropy naftowej[5]
- przemysł drzewny[3]
- hodowla koni, trzody chlewnej, kóz, drobiu i bydła[4]
- uprawa warzyw, orzechów pekan, fasoli i arbuzów[4]
- produkcja siana[4].

## Miasta
- Hallsville
- Marshall
- Scottsville
- Uncertain
- Waskom

## Demografia
W latach 2020–2023 populacja hrabstwa wzrosła o 3%. Mieszkańcy deklarują głównie pochodzenie afroamerykańskie (20,4%), meksykańskie (13,5%), angielskie (10%), „amerykańskie” (8,5%), irlandzkie (8,4%) i niemieckie (6,8%). 60,7% mieszkańców stanowią biali niebędący Latynosami.
Średni dochód gospodarstwa domowego (dane z 2023) w hrabstwie wynosi 66 040 dolarów, zaś dochód na mieszkańca 31 547 dolarów. 17,2% mieszkańców żyje poniżej relatywnej granicy ubóstwa. 